# Nosei-Gletscher
Der Nosei-Gletscher (bulgarisch ледник Носеи lednik Nossei) ist ein steiler, 1,3 km langer und 1 km breiter Gletscher auf Smith Island im Archipel der Südlichen Shetlandinseln. Von den Südöstlichen Hängen der Imeon Range fließt er östlich des oberen Abschnitts des Dalgopol-Gletschers, südöstlich des Kongur-Gletschers und südwestlich des Ritja-Gletschers zwischen dem Mezek Peak und Mount Christi in östlicher Richtung zum Kopfende der Pakusha Cove an der Boyd Strait.
Bulgarische Wissenschaftler kartierten ihn 2009. Die bulgarische Kommission für Antarktische Geographische Namen benannte ihn 2015 nach der Ortschaft Noseite im Norden Bulgariens.